# 小島アジコ
小島 アジコ（こじま アジコ）は、日本の漫画家、同人作家。男性。

## 経歴
- 2006年4月16日、自身のブログで始めた自身の彼女（当時、後に結婚）のことを描いたコミックエッセイ、『となりの801ちゃん』が、同年12月に書籍化。プロデビューを果たす。
- しばらくの間、サラリーマンと兼業していたが、後に退社。専業漫画家となる。

## 作品リスト

### 漫画作品
- となりの801ちゃん（宙出版、既刊6巻）
- お義母さまはネコ!（『姑は猫』を改題、『ほんとうにこわい嫁・姑』連載、宙出版、全1巻）
- オレうつ日記（NextComicファースト連載、休載、宙出版、未単行本化）
- ついった! - 4コマで楽しむとなりのTwitter - （共著：川村和弘・『ついった!クラスタ』、エンターブレイン、全1巻）
- 健全（『Beat's』連載、休載、マッグガーデン、未単行本化）
- 電気羊と夏の海で（『コミックバンチKai』読切[1]、未単行本化）
- 不動産斜路の冒険（『コミックバンチKai』2025年6月20日[2] - 連載）

### イラスト・その他
- となりの801ちゃん〜腐女子的高校生活〜（作画：仁、別冊フレンド連載、講談社、全3巻） - 原案
- ドラマCD となりの801ちゃん（マリン・エンタテインメント、全2巻） - ジャケットイラスト
- コラム 荻上チキのトラバルメーカー（執筆：荻上チキ、SPA!連載、扶桑社） - イラスト担当
- コラム 週刊チキーーダ!（執筆：荻上チキ・飯田泰之、SPA!連載、扶桑社） - イラスト担当